# كمين على القوات شبه العسكرية الجزائرية 2009
وقع كمين على القوات شبه العسكرية الجزائرية يوم 17 يونيو 2009 في الساعة 00:8 مساءً (19:00 توقيت غرينتش)، عندما تعرضت القوات شبه العسكرية الجزائرية التي كانت ترافق عمال بناء صينيين إلى مشروع طريق سريع للهجوم من قبل متمردين متشددين. وأشارت التقارير الأولية إلى مقتل 18 جنديًا، وذكرت بعض وكالات الأنباء أن 24 جنديًا قد قتلوا.
وكان من المتوقع أن هجمات مثل هذه ستتناقص قبل الحادث، ولكن بدأت فجأة في الزيادة ثانية. وكان هذا الهجوم هو أكثر الهجمات التي استهدفت الحكومة الجزائرية دموية منذ ستة أشهر.

## الكمين
في البداية، هاجم متمردون متشددون حرس القافلة على طريق سريع في ولاية برج بوعريريج، 180 كيلومتر (110 ميل) شرق العاصمة الجزائر من خلال تفجير قنبلتين يدويتي الصنع. انتشرت بعد ذلك قوات الدرك وأطلقوا الرصاص. وذكر أن المهاجمين استولوا بعدها على زي الجنود وسرقوا أسلحتهم. ولم يعرف إجمالي الضحايا من المتمردين. ثم نقل المصابين من الجنود إلى المستشفيات القريبة. ولقد سرقوا الأسلحة واستولوا على العديد من مركبات الشرطة.
وشنت قوات الأمن الجزائرية عملية باستخدام المروحيات لتتبع المسلحين وإلقاء القبض عليهم.

## حادث مشابه
وقع هذا الكمين بعد حادث مشابه في 3 يونيو 2009. فقد قتل مدرسان وثمانية من رجال الشرطة المرافقين بالقرب من الجزائر العاصمة أثناء نقل الامتحانات من مركز امتحانات. حيث تم تفجير سيارة المعلمين وأطلق الرصاص على سيارتين للشرطة.<ref name="2 Teachers, 8 police killed in Algerian ambush">"2 Teachers, 8 police killed in Algerian ambush". boston.com. 3 يونيو 2009. مؤرشف من الأصل في 2009-06-25. اطلع عليه بتاريخ 2009-06-18.

## وصلات خارجية
- Recent history of armed attacks in Algeria